# Vogel
Vogel er et efternavn med tysk/hollandsk oprindelse, som desuden er det tyske og hollandske ord for "fugl". 
Navnet har ingen forbindelse til den danske slægt Vogelius.